# Közterm
A Közterm (Autofac) Philip K. Dick egyik novellája, amelyet 1954-ben írt, majd 1955-ben a Galaxy magazin novemberi számában jelent meg. Magyarul a Lenn a sivár Földön című novelláskötetben olvasható.
|  | Alább a cselekmény részletei következnek! |

## Történet
A háborúban szokásos éhínséget elkerülendő annak kezdetekor önfenntartó automata gyárakat készítettek, hogy azok tartsák el a lakosságot. A háborúnak vége, azonban az irányító egység megsemmisült, azaz a gyárak továbbra is önmaguk állítják elő a különböző termékeket, miközben a föld mélyében ásnak a robotok a kifogyóban lévő nyersanyagok után. O'Neill és csapata próbálja meg tudatni a gyárakkal, hogy a háború véget ért, és nincs többé szükségük a gyárakra, csakhogy azok programozása nem teszi lehetővé, hogy ember jusson a falai mögé, vagy hogy addig leálljon, amíg a termelésnek legalább a felét nem az emberek állítják elő. Az embereknek viszont nincsenek állataik, se növényeik, se fegyvereik, így ily módon nem lehet meggyőzni a gyárakat.
Számos sikertelen próbálkozás után O'Neilléknek új ötlete támad: Háborút kell kirobbantani két gyár között. Ezt a hiányzó nyersanyagokért meg is teszik, és hamarosan az összes többi gyár is bekapcsolódik a harcba. Két évvel később a gyárak befejezik a háborút, mivel teljesen szétlőtték egymást. Ekkorra már a nép sem biztos abban, hogy helyes volt a háború megindítása, hiszen ezalatt nem kaptak élelmiszert (és ezután sem fognak), így maguknak kellett találni és alig tudtak megélni. O'Neill és Morrison az, aki bemerészkedik a gyárba, hátha van még működőképes része. Találnak is egy zúgó részt, ami azonban le van zárva. Csak kint találják meg azt, amit termel: Ezernyi miniatürizált mását lövi ki szerte a világba, amik kicsiben folytatják az, amit az eredeti gyárak elkezdtek.

## Háttér
Bár a történet ökológiai felhívás, Dick eredetileg nem annak szánta: abba gondolt bele, mi lenne, ha a gyárak automatizálódnak, és az élőlényekhez hasonlóan akár a túlélési ösztönük is beindul.